# Zanthoxylum asiaticum
Zanthoxylum asiaticum é uma espécie de planta da família Rutaceae e do gênero Zanthoxylum, nativa de muitos países da África e da Ásia.